# Rannapungerja jõgi
Rannapungerja jõgi är  en å i Estland.   Den rinner genom kommunerna Mäetaguse, Iisaku och Tudulinna i landskapet Ida-Virumaa, i den nordöstra delen av landet, 150 km öster om huvudstaden Tallinn. Rannapungerja jõgi har sitt utlopp i sjön Peipus vid byn Rannapungerja.